# On est tous des imbéciles
Singles de Mylène Farmer
Maman a tort
(1984) Plus grandir
(1985)
On est tous des imbéciles est une chanson interprétée par Mylène Farmer, sortie en single en janvier 1985, juste après le succès de son premier titre, Maman a tort.
Ecrit et composé par Jérôme Dahan (déjà auteur et co-compositeur de Maman a tort), ce titre tourne en dérision le monde du show-business.
Malgré un scénario déjà écrit, la maison de disques RCA refusera d'accorder le moindre budget pour la réalisation d'un vidéo-clip. 
Le single sera un échec commercial (40 000 exemplaires vendus) et marquera la fin du contrat qui lie Mylène Farmer à RCA, mais aussi la fin de sa collaboration avec Jérôme Dahan.
Le titre n'apparaîtra dès lors sur aucun album, tout comme la face B, L'Annonciation, premier titre écrit et composé par Laurent Boutonnat.

## Contexte et écriture

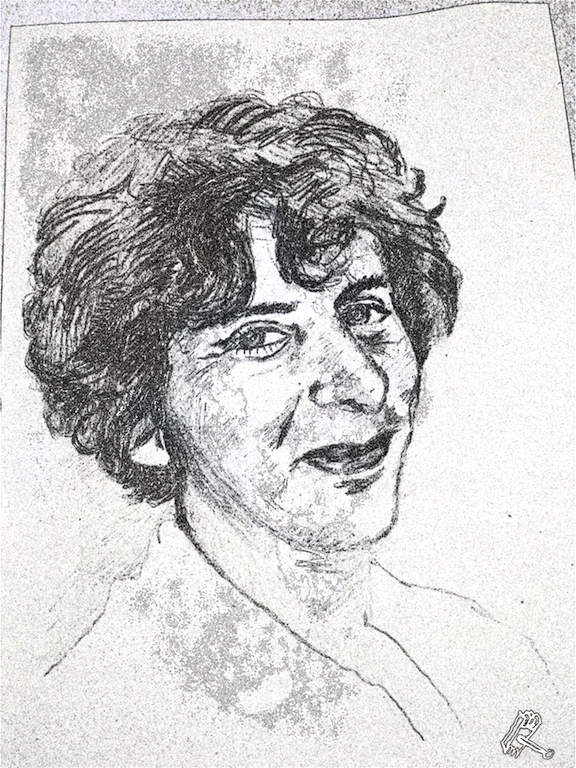
Jérôme Dahan.

Après le succès de son premier single Maman a tort en 1984, Mylène Farmer doit enregistrer une nouvelle chanson. 
Jérôme Dahan (auteur et co-compositeur de Maman a tort) lui propose quelques-unes de ses compositions, dont Bip Be Bou Rock'n Roll / L'Amour au téléphone. Laurent Boutonnat, de son côté, lui propose une chanson qu'il a écrite et composée, L'Annonciation, mais celle-ci est jugée beaucoup trop subversive (mêlant religion et avortement) et pas assez commerciale.
C'est finalement On est tous des imbéciles qui est choisi comme single, un titre écrit et composé par Jérôme Dahan en même temps que Maman a tort et dont il pensait qu'il en serait lui-même l'interprète un jour. 
Enregistré à la fin de l'année 1984, On est tous des imbéciles tourne en dérision le métier d'artiste et en fait quelques observations cyniques, critiquant notamment le côté superficiel du show-business. 
Selon Mylène Farmer, « ce titre est à prendre au deuxième degré. Cela signifie que la vie ne doit pas être prise au sérieux, et que la dérision fait du bien. »

## Sortie et accueil
On est tous des imbéciles sort en janvier 1985, avec L'Annonciation en face B.
En plus des deux supports traditionnels (45 tours et Maxi 45 tours), un vinyle promotionnel est envoyé aux radios dans une pochette rouge avec la mention « Mylène Farmer est une imbécile, et vous ? ». 

### Critiques
- « Une chanson sans prétention, si ce n'est de rentrer dans la tête facilement comme un succès. » (Jacinthe)[6]
- « Moins subversif que Maman a tort, ce nouveau titre possède néanmoins le petit "truc" qui le rend quasiment indispensable. » (Numéros 1)[7]
- « À la différence de beaucoup de nouvelles venues hypnotisées par les strass du show-biz, celle-là sait où elle va. » (L'Est Républicain)[8]
- « Un nouveau tube en perspective, et la preuve surtout que Mylène a vraiment du talent. » (Boys & Girls)[9]
- « On nous permettra quand même de préférer Maman a tort à cette ritournelle lourdement rythmée. » (Le Matin de Paris)[10]
- « La mélodie est belle, la voix et le ton de Mylène charmants. Le tout est bien sympathique. » (Podium)[11]
- « Après Maman a tort, Mylène est en train de confirmer un talent à ne pas laisser pour compte. » (Antenne magazine)[12]
- « Rien à voir avec Maman a tort. La jolie Mylène aura du mal à refaire un tube avec cette chanson "mignonnette". » (Nice-Matin)[13]

### Accueil public
Mylène Farmer interprète la chanson une quinzaine de fois à la télévision : la moitié dans des émissions de chaînes nationales (Platine 45, L'Académie des neuf, Ring parade, Les Jeux de 20 heures...) et l'autre moitié dans des éditions régionales de FR3.
Malgré cela, le single ne décolle pas dans les hit-parades.

Alors que le scénario du clip était pourtant écrit, la maison de disques RCA refuse d'accorder le moindre budget pour la réalisation de celui-ci.
Le single est un échec commercial (40 000 exemplaires vendus) et marque la fin du contrat qui lie Mylène Farmer à RCA, mais aussi la fin de la collaboration artistique avec Jérôme Dahan. Le titre n'apparaîtra dès lors sur aucun album.

## Liste des supports
| A. | On est tous des imbéciles | Jérôme Dahan      | Jérôme Dahan      | 3:40 |
| B. | L'Annonciation            | Laurent Boutonnat | Laurent Boutonnat | 4:07 |

| A. | On est tous des imbéciles (version longue) | 6:00 |
| B. | L'Annonciation                             | 4:07 |

## Crédits
- Paroles et musique : Jérôme Dahan
- Production : Laurent Boutonnat et Jérôme Dahan
- Studio : Le Matin Calme / ADS
- Mixage : Hervé Le Coz
- Éditeur : Bertrand Le Page[17]

## L'Annonciation

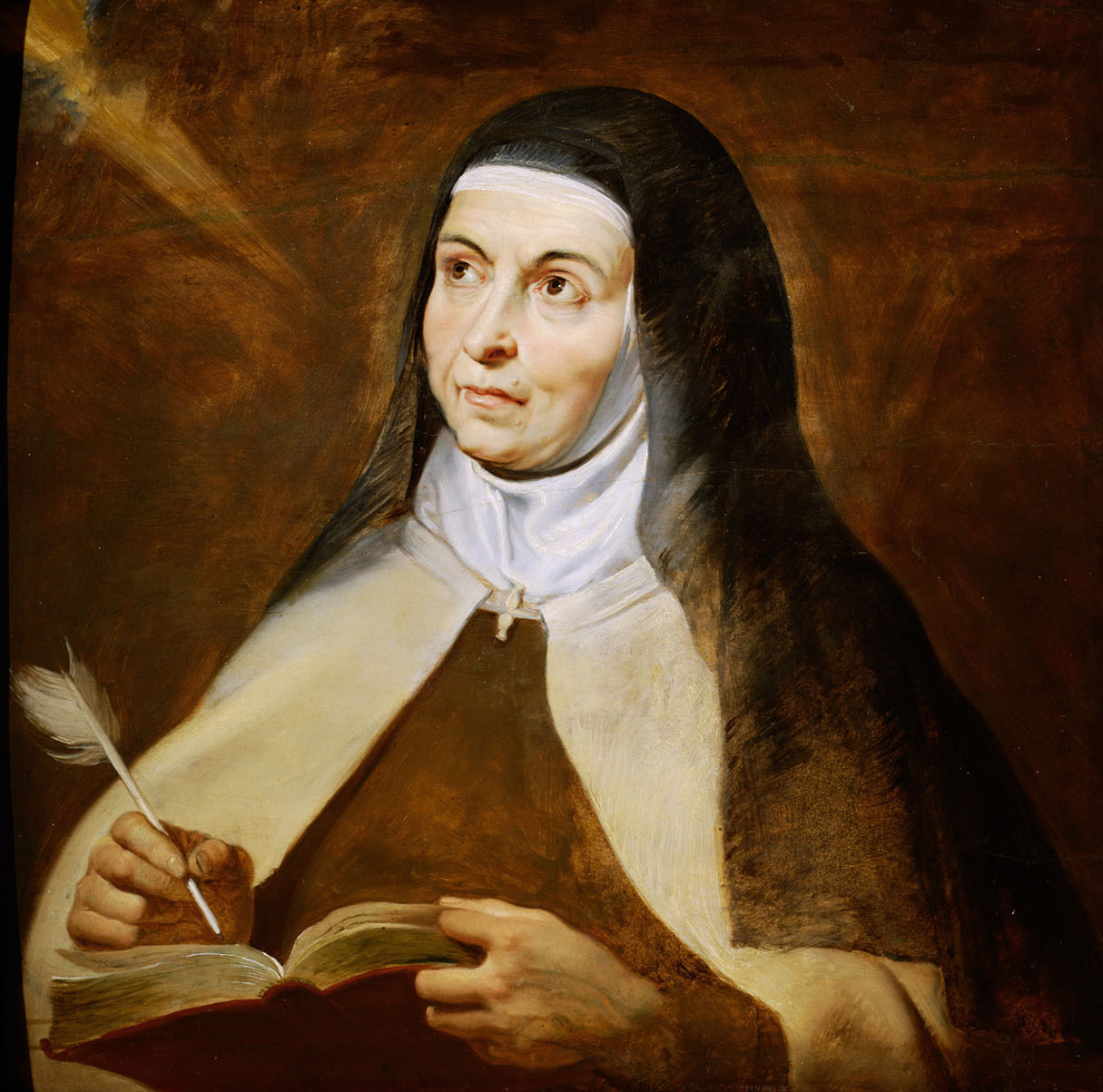
Mylène Farmer dédie la chanson à Sainte Thérèse d'Avila.

La face B du vinyle présente une chanson inédite, L'Annonciation. Il s'agit de la première chanson entièrement écrite et composée par Laurent Boutonnat. 
Ce titre, qui évoque l'avortement et fait référence à l'Archange Gabriel annonçant à la Vierge Marie qu'elle est enceinte, est salué par la presse :
- « La face B recèle un petit chef-d’œuvre avec une grande part de provocation encore. » (L'Est Républicain)[8]
- « Le tempérament à toute épreuve est confirmé par L'Annonciation, sacrilège sur fond de violons tziganes, d'amour fort et d'érotisme torride. » (La Voix du Nord)[18]
- « Musique contemporaine, paroles obscures mettant en scène des flashs d'avortement et d'expérience mystique mêlés, la chanson est dérangeante à plus d'un titre. »[19]
- « Une musique lancinante et larmoyante, sur un fond de sonorités issues du folklore tzigane, avec un texte traitant de l'avortement. »[20]

Dédiée à Sainte Thérèse d'Avila, la chanson n'a jamais été interprétée en concert ou dans les médias, et n'apparaît sur aucun album.